# لانه شیطان
لانه شیطان یک مجموعه تلویزیونی محصول سال ۱۳۷۷ به کارگردانی عبدالحسین برزیده، نویسندگی و تهیه‌کنندگی می‌باشد که از شبکه یک پخش شد. این مجموعه در ۵ قسمت تهیه شد. داستان این سریال دربارهٔ عوامل ضدانقلاب در کردستان بود که بسیجی مجروحی را از بیمارستان می‌ربایند و مأمور پی‌گیری این پرونده درمی‌یابد که عده‌ای از کارکنان بیمارستان با مهاجمان همکاری کرده‌اند.

## بازیگران
- رضا ایرانمنش
- دانیال حکیمی
- آتش تقی‌پور
- رضا سعیدی
- مهسا مهجور
- شیوا بلوریان
- فریبا شمس

## نکات جالب توجه
پروژه اصلی در ارتباط با پزشکی و جنگ تعریف شده بود و سریالی ۲۶ قسمتی توسط طالب زاده (از وقایع کردستان تا فتح خرمشهر) نگارش شد که هر داستان اصلی در ۴-۵ قسمت روایت میشد؛ اما چون کارگردان هر داستان متفاوت شد، انسجام داستانها از بین رفت و هر کارگردان شخصیتهای موردنظر خود را ساخت؛ مثلا سریال رقص پرواز در واقع ادامه داستان لانه شیطان است. پخش سریال لانه شیطان به دلیل اعتراض نمایندگان مجلس متوقف شد. 